# Tomar-Re
Tomar-Re este un personaj din benzile desenate publicate de DC Comics. Acesta este membru al Green Lantern Corps și tatăl lui Tomar-Tu⁠(d).
Personajul a apărut în filmul Green Lantern⁠(d) din 2011, vocea sa fiind realizată de Geoffrey Rush.

## Istoric
Tomar-Re a apărut pentru prima dată în Green Lantern (vol. 2) #6 într-o poveste scrisă de John Broome⁠(d) cu desene de Gil Kane⁠(d).

## Biografie
Tomar-Re a fost un xudarian, o rasă de extratereștri de pe planeta Xudar din Sectorul 2813 (în prima sa apariție Pre-Criză, acesta a susținut că este Sectorul 9). A fost un om de știință pe planeta sa natală înainte de a deveni membru Green Lantern Corps și a fi însăcinat cu apărarea sectorului 2813. Tomar-Re a devenit un membru esențial al organizației, fiind responsabil de antrenarea noilor membri - precum Arisia Rrab⁠(d) - și admis în rândul Gărzilor de Onoare. Acesta a investigat abuzurile de putere săvârșite de Sinestro⁠(d) pe planet Korugar. Prieten apropiat cu Abin Sur⁠(d) din sectorul 2814, a fost primul membru al organizației care l-a întâlnit pe Hal Jordan⁠(d). În cronologia pre-criză, aceștia s-au întâlnit pentru prima dată când Hal Jordan l-a ajutat pe Tomar să-și protejeze planeta natală în fața unor invadatori. În cronologia post-criză⁠(d), aceștia s-au cunoscut la scurt timp după ce Hal a devenit membru Green Lanterns. Inelul de putere⁠(d) l-a îndrumat către Tomar pentru a învăța cum să-l folosească, iar acesta din urmă l-a trimis la sediul GLC pentru  antrenamente și l-a sprijinit pe parcursul acestora.
Cea mai celebră misiune a sa în calitate de membru al Green Lantern Corps a fost problema planetei Krypton⁠(d). Krypton, o planetă din sectorul 2813, devenise din ce în ce mai instabilă și urma să explodeze ca urmare a presiunilor interne din interiorul nucleului. Tomar-Re plănuia să utilizeze un element rar numit stellarium pentru a absorbi o parte din presiunea tectonică, salvându-i astfel pe kryptonienii. Acesta a adunat materialul și a pornit spre Krypton, moment în care o erupție solară galbenă l-a orbit și l-a forțat să piardă stellariumul. După ce și-a revenit, a realizat că și-a pierdut vederea. A adunat cât de mult stellarium a putut și a pornit spre Krypton. Deși pe parcursul călătoriei și-a recuperat o parte din vedere, a ajuns exact în momentul exploziției, iar misiunea sa a eșuat. Gardienii⁠(d) l-au recuperat și l-au transporat pe planeta Oa⁠(d). Tomar-Re nu era conștient la momentul respectiv că orbirea sa temporară era responsabilită de nașterea lui Superman.
A devenit membru senior al Green Lantern Corps, însă cariera sa ulterioară nu a fost lipsită de evenimente complicate. Cel mai dificil moment al său a venit în timpul crizei Nekron⁠(d) - zeul morții i-a cerut prin intermediul spiritului tatălui său mor să se predea. Deși a fost tentat, Tomar nu și-a încălcat jurământul și a continuat să lupte.
Tomar era pensionat când Anti-Monitor⁠(d) a încercat să cucerească multiversul. Acesta din urmă a activat în Green Lantern Corps, inclusiv alături de John Stewart⁠(d), care proteja sectorul 2814. Războiul împotriva lui Anti-Monitor a fost ultima luptă a lui Timar, acesta fiind ucis de Goldface. Înainte de moartea sa, Tomar-Re l-a ales pe Stewart drept înlocuitor, iar inelul lui John a fost nevoit să-l caute pe Jordan, care părăsise organizație. Câțiva ani mai târziu, fiul său, Tomar-Tu⁠(d), avea să devină la rândul său membru al Green Lantern Corps.

### Blackest Night
În seria Blackest Night⁠(d), toate Green Lanterns căzute în luptă și înmormântate pe planeta Oa au fost reînviate de inelele negre⁠(d). Tomar-Re se numără printre numeroșii membri ai Black Lantern Corps⁠(d) care s-au împotrivit lanternelor verzi.
După evenimentele din seria War of the Green Lanterns⁠(d), Hal Jordan și Sinestro sunt prinși în Zona Moartă de Gardienii - care au devenit secați de emoții - până când întâlnesc o figură misterioasă în apropiere. Acest străin misterios susține că a fost prietenul lui Hal, dușmanul lui Sinestro și că ambii sunt morți. Străinul este nimeni altul decât Tomar-Re; acesta le cere să-l oprească pe Volthoom (Prima Lanternă) înainte ca acesta să schimbe realitatea istorică. De asemenea, cei doi sunt înconjurați de membrii GL răpuși în luptă. Când Hal îl întreabă de unde știe aceste lucruri, Tomar-Re îi dezvăluie că morții au adunat informații în Zona Moartă. Ulterior, aceștia sunt abordați de lanterna Simon Baz⁠(d). Potrivit acestuia, a fost aruncat de Black Hand⁠(d) în Zona Moartă și recuperat după ce și-a pierdut inelul. Inelul său a ajuns la Sinestro, care a reușit să părăsească Zona Moartă, însă fără Hal. Tomar era conștient că Sinestro nu îl va învinge cu ușurință pe Volthoom. După ce Tomar încearcă fără succes să-l convingă pe Hal să nu-și pună capăt zilelor pentru a obține un inel negru și a scăpa din Zona Moartă, este impresionat de faptul că planul lui Hal a reușit.

## În mass-media

### Seriale de televiziune
- Tomar-Re are un rol cameo în episodul „In Brightest Day...” al serialului Superman: The Animated Series⁠(d).
- Tomar-Re apare în episodul „In Blackest Night” al serialului Liga Dreptății.
- Tomar-Re apare în episodul „The Return” al Justice League Unlimited.
- Tomar-Re apare în episodul „The Green Loontern” al serialului animat Duck Dodgers, interpretat de actorul Joe Alaskey (nemenționat).
- Tomar-Re apare pentru scurt timp în episodul „Ring Toss” al serialului The Batman, interpretat de Miguel Ferrer. Hal Jordan⁠(d) îi prezintă o înregistrare lui Batman în care Tomar transmite informații despre evadarea din închisoare a răufăcătorului Sinestro⁠(d).
- Tomar-Re apare în episodul „The Eyes of Despero!” al serialului Batman: Neînfricat și cutezător. De asemenea, planeta sa natală, Xudar, este prezentată în acest episod.
- Tomar-Re apare în Green Lantern: The Animated Series, fiid interpretat de Jeff Bennett.[13]
- Tomar-Re apare în Young Justice: Phantoms, fiind interpretat de Dee Bradley Baker⁠(d). Uniforma sa reprezintă o combinație a designului din benzile desenate și a celui din Green Lantern: The Animated Series. În episodul „Forbidden Secrets of Civilizations Past”, se menționează că era prieten cu Jor-El⁠(d) și Zor-El⁠(d). Este ucis de Lor-Zod⁠(d) în episodul „Odyssey of Death!”, iar inelul său îi revine lui Forager⁠(d).

### Lungmetraje
- Tomar-Re apare în filmul Green Lantern⁠(d), vocea sa fiind realizată de actorul Geoffrey Rush.[14] Acesta este prima lanternă verde care îl întâlnește pe Hal Jordan după recrutare.
- În Liga Dreptății (2017), o scenă care îi înfățișează pe Kilowog și Tomar-Re vizitându-l pe Batman a fost turnată, însă a fost ulterior eliminată din ambele versiuni ale filmului.[15]

### Filme animate
- John Larroquette⁠(d) este vocea lui Tomar-Re în filmul Green Lantern: First Flight⁠(d). Acesta apare pentru prima dată alături de Boodikka, Kilowog și Sinestro. Spre deosebire de benzile desenate, unde Tomar-Re și Hal devin prieteni foarte repede, acesta îl atacă imediat pe Hal din cauza unor neînțelegeri și îl tratează cu ostilitate. În timpul evenimentelor, acesta este trădat și ucis de Sinestro.
- Tomar-Re apare în Green Lantern: Emerald Knights⁠(d), vocea sa fiind realizată de James Arnold Taylor⁠(d).
- Tomar-Re are un rol cameo în Haideți, Tineri Titani, la film!

### Diverse
Personajul apare în benzile desenate care continuă povestea serialului de televiziune Smallville. Aici ni se dezvăluie că Tomar-Re și-a pierdut viața încercând să oprească un război civil global declanșat de Generalul Zod⁠(d). După moartea sa, inelul său a rămas inactiv timp de mulți ani, într-un final selectându-l pe Clark Kent⁠(d) la câteva luni după ce a devenit Superman.